# 斯洛維揚卡 (阿波斯托洛韋區)
47°46′31″N 33°59′7″E / 47.77528°N 33.98528°E
斯洛維揚卡（烏克蘭語：Слов'янка）是烏克蘭中部的村落，由第聶伯羅彼得羅夫斯克州的克里維里赫區負責管轄。該村處於巴扎夫盧克河左岸，距離新伊萬尼夫卡3.5公里，海拔高度48米，2001年人口213。